# Quantum Quest: A Cassini Space Odyssey
Quantum Quest: A Cassini Space Odyssey is een Amerikaanse sciencefictionfilm.

## Rolverdeling
| Acteur             | Personage    |
| ------------------ | ------------ |
| Samuel L. Jackson  | Fear         |
| Doug Jones         | Zero         |
| Sandra Oh          | Gal 2000     |
| Mark Hamill        | Void         |
| Brent Spiner       | Coach Mackey |
| Hayden Christensen | Jammer       |
| William Shatner    | Core         |
| Jason Alexander    | Moronic      |
| Chris Pine         | Dave         |
| Abigail Breslin    | Jeana        |
| Amanda Peet        | Ranger       |
| Robert Picardo     | Milton       |
| Spencer Breslin    | Anthony      |
| James Earl Jones   | Admiral      |
| Tom Kenny          | Ignorance    |